# Barylypa rileyi
Barylypa rileyi là một loài tò vò trong họ Ichneumonidae.